# Jerzy Kowalski (muzyk)
Andrzej Kowalski – polski perkusista jazzowy i big beatowy, perkusjonalista, autor tekstów piosenek.

## Kariera muzyczna
W latach 1960–1961 był perkusistą w Zespole Jazzowym Zygmunta Wicharego, z którym nagrał m.in. pierwszą płytę rock and rollową w Polsce na której zaśpiewał Bogusław Wyrobek. Następnie grał w zespole tanecznym, występującym w trójmiejskich klubach „Nauczyciela” i „Stoczniowca”, z którego z końcem 1961 roku wyłonił się zespół Niebiesko-Czarni. Będąc jego członkiem, nagrywał utwory, które znalazły się na jego pierwszych trzech singlach i dwóch EP-kach. W 1962 roku nagrał z Czesławem Niemenem dwie południowoamerykańskie pieśni, tj.: Adieu Tristesse (muz. Antonio Carlos Jobim – sł. Vinicius de Moraes) i El soldado de Levita (muz. i sł. Roberto Hinojosa, Alberto Roses, Héctor González), które znalazły się na singlu piosenkarza. W sierpniu 1963 roku był współzałożycielem grupy Pięciolinie, z którą występował do stycznia 1964 roku, a która w styczniu 1965 r. przekształciła się w Czerwone Gitary. W 1986 roku wziął udział w koncercie wspomnieniowym „Old Rock Meeting”.

## Wybrana dyskografia

### Z zespołem Jazzowym Zygmunta Wicharego[2]
- 1960: Bogusław Wyrobek – Diana (EP Pronit)
- 1961: First In Line (EP Pronit)
- 1961: Dixieland, swing and rock (LP Muza)
- 1961: Summertime (LP Pronit)
- 1962: Bogusław Wyrobek – Twist Around The Clock (EP Muza)
- 1991: Różni wykonawcy – Złote Lata Polskiego Beatu 1959-61 (LP/MC Muza)
- 2000: Bogusław Wyrobek – Legenda (CD Muza)
- 2010: Różni wykonawcy – Był Rock and Roll (CD Muza)
- 2012: Bogusław Wyrobek – Legenda rock and rolla (CD Muza)
- 2012: Zygmunt Wichary i jego soliści (2xCD Muza)

### Z Czesławem Niemenem
- 1962: Adieu Tristesse / El soldado de Levita (SP Muza)[1]
- 1995: Sen o Warszawie (CD/MC Muza)[5]

### Z zespołem Niebiesko-Czarni
- 1962: Red River Rock (SP Pronit)[6]
- 1962: Pepermint Twist (EP Pronit)[6]
- 1963: Na swojską nutę (SP Pronit)[6]
- 1963: W rytmie Madisona (SP Pronit)[6]
- 1963: Na swojską nutę (EP Pronit)[6]
- 1991: Popołudnie z młodością vol. 6 (CD Alcom)[7]
- 2005: 45rpm: kolekcja singli i czwórek (CD Muza)[8]
- 2012: 40 przebojów (CD Muza)[9]